# Argentina i olympiska sommarspelen 1900
Argentina deltog med en deltagare vid de olympiska sommarspelen 1900 i Paris. Deras deltagare var fäktaren Eduardo Camet som inte vann någon medalj.